# Ramiro Fonte
Ramiro Fonte   (Pontedeume, 7 de setembre de 1957 - l'Hospitalet de Llobregat, 11 d'octubre de 2008) va ser un poeta, narrador, crític i assagista gallec.
Militant de joventut de l'esquerra galleguista, va pertànyer al Partido Socialista Galego (PSG) dirigit per Xosé Manuel Beiras. Després es va allunyar de la militància política, encara que va mantenir vincles amb el PSOE gallec. Llicenciat en filosofia por la Universitat de Santiago de Compostel·la, va ensenyar llengua i literatura gallegues en un institut de Vigo.
Es va donar a conèixer com a poeta en el grup Cravo Fondo al final dels anys setanta, i el 1983 va publicar el seu primer llibre: As cidades da nada. Posteriorment publicà els títols següents: Designium el 1984, Pensar na tempestade el 1986, Pasa un segredo el 1988 (Premi de la Crítica de poesia gallega 1989), Adeus Norte el 1991 (Premi Esquío 1991), Luz do mediodía el 1995, O cazador de libros el 1997, Mínima Moralidade el 1998 i Capitán Inverno el 1999.
Membre corresponent de la Real Academia Gallega, va ser director de l'Instituto Cervantes de Lisboa des del 2005 fins a la seva mort.
Va obtenir dos cops el Premi de la Crítica de poesia gallega: l'any 1988 per Pasa un segredo (1987) i el 1995 per Luz de mediodía (1994). L'any 1984 li van concedir el Premi Losada Diéguez.
La ciutat és un motiu i un escenari especialment rellevant i recurrent en la seva obra poètica i assagística.